# Lucky McKee
Edward Lucky McKee nascut l'1 de novembre de 1975) és un director, escriptor i actor nord-americà, molt conegut per la pel·lícula de culte de 2002 May. És més conegut pel seu treball en pel·lícules de terror.

## Vida i carrera
McKee va néixer a Jenny Lind (Califòrnia). Ha dirigit "Sick Girl", el 10è episodi de la primera temporada de la popular sèrie de televisió Showtime Masters of Horror. Va dirigir la pel·lícula The Woods, que es va estrenar en DVD el 3 d'octubre de 2006. Lucky McKee també va codirigir la pel·lícula de terror difícil de trobar All Cheerleaders Die, que actualment no està impresa.
McKee va optar per la novel·la de Jack Ketchum The Lost i va produir l'adaptació cinematogràfica dirigida per Chris Sivertson. McKee també va adaptar Red de Ketchum i va codirigir la pel·lícula, que es va estrenar fora de competició al Festival de Cinema de Sundance de 2008. El rodatge es va aturar quan Red estava gairebé acabada, amb McKee com a director, el desembre de 2006. El rodatge es va reprendre a Maryland després d'una pausa de més de sis mesos, amb un director diferent, el noruec Trygve Allister This. No s'ha ofert cap explicació per al crèdit de direcció compartit.
El 2013, McKee i Chris Sivertson van escriure i dirigir un remake d' All Cheerleaders Die. També va dirigir i escriure el segment "Ding Dong" de la pel·lícula d'antologia Tales of Halloween.

## Filmografia

### Com a director (llargmetratges)
- All Cheerleaders Die (2001, codirigida amb Chris Sivertson)
- May (2002)
- The Woods (2006)
- Red (2008, va dirigir part de la pel·lícula abans de ser eliminada i substituïda per Trygve Allister Diesen)
- The Woman (2011)
- All Cheerleaders Die (2013, codirigida amb Chris Sivertson, remake de la pel·lícula de 2001)
- Blood Money (2017)
- Kindred Spirits (2019)
- Old Man (2022)

### Com a director (curtmetratges)
- "Sick Girl" (2006, episodi de la sèrie de televisió Masters of Horror)
- "Blue Like You" (2008, curtmetratge)
- "Ding Dong" (2015, segment de Tales of Halloween)
- "I Got It Bad (And That Ain't Good)", vídeo musical per AJ Lambert (2021)
- "Time of the Monkey" (2023, episodi de la sèrie de televisió Pokerface)

### Com a actor
- Evil Demon Golfball from Hell!!! (1996, curtmetratge de Rian Johnson) com a Woodsy
- May (2002)
- The Big, Weird Normal (2002)
- Hollywould (2003)
- Roman (2006, també escriptor)
- "Blue Like You" (2008)